# Мухетин Бьоджек
Мухетин Бьоджек (на турски: Muhittin Böcek) е турски политик от Републиканската народна партия. От 2019 г. е кмет на Анталия.

## Биография
Мухетин Бьоджек е роден на 25 октомври 1962 г. в Конияалтъ, вилает Анталия.
На проведените през 2019 г. местни избори в Турция е кандидат за кмет на Анталия от Републиканската народна партия. Получава доверието на 50,62 % от гласувалите, след него е кандидата на Партията на справедливостта и развитието Мендерес Тюрел с 46,27 %.